# Rhomborhina polita
Rhomborhina polita är en skalbaggsart som beskrevs av Waterhouse 1875. Rhomborhina polita ingår i släktet Rhomborhina och familjen Cetoniidae. Inga underarter finns listade i Catalogue of Life.